# 참주
참주(僭主, 그리스어: τυραννος 튀라노스[*], 영어: tyrant)란 본래의 황통, 왕통과 같은 혈통에 관계없이 실력에 따라 군주의 자리를 찬탈하고, 신분을 뛰어 넘어 군주가 되는 사람을 말한다.
고대 그리스의 폴리스에서 참주는 비합법적인 방법으로 정권을 장악하면서 정치적 영향력을 확산시킨 지배자 또는 그러한 독재 체제를 말했다. 현대적 의미에서 참주는 법이나 사람 또는 합법적인 주권에 의해 통제되지 않는 절대 권력을 말하며, 종종 잔인한 성격을 가진 억압적인 의미의 '독재자'로 국가의 모든 것을 통제하고자 하는 경향을 지닌 사람을 말한다. 그러나 원래 그리스의 용어에서는 단지 인물과는 관계없이 권위적 주권만을 의미하는 용어였다.

## 개요
참주는 후대에 ‘폭군’(tyrant)이라는 의미로 바뀌었지만, 탁월한 능력을 갖는 참주의 경우 참주정이라는 과도기가 오히려 폴리스 정치의 전진 요소였다는 사실도 잊어서는 안 된다. 귀족정에서 참주정으로 이행하는 시기에 해당하는 기원전 7세기에서 기원전 6세기 동안에 걸쳐 폴리스 세계는 전반적으로 체제 확립이라는 내부 충실 시대에 들어간다.
이 시기는 폴리스의 정치적 발전에 있어서 아주 중요한 시기라고 말할 수 있다. 참주정이 그리스 본토로 확산되고 있던 가운데 기원전 636년(또는 기원전 632년) 아테네에서는 키론이 이웃 나라(폴리스) 메가라의 참주 테아케네스와 공모하여 참주를 꾀어 쿠데타를 일으켰지만 실패한다. 참주정은 일단 방지되었다고는 하지만 솔론의 조정에도 불구하고 3파 정쟁 후에 이르러서는 결국 참주정을 막을 수 없었다.
그 후 기원전 508년(기원전 507년)에 클레이스테네스가 민주정을 선포했고, 고대 그리스에서는 많은 시간 끝에 민주정을 수립한 폴리스가 증가하는 정치적 발전을 이루게 된다.
참주는 실력을 키워온 평민 계급과 기득권을 지키려는 귀족 계급과의 알력 속에서 등장한 과도기적 존재였기 때문에, 아테네처럼, 귀족과 평민 계급을 포함한 시민집단이 성립한 시민집단 전체에 의한 폴리스가 운영되는 민주정 창출에 성공한 폴리스에서는 억압적인 독재자로 규탄받게 되었다. 따라서 아테네에서 참주의 출현을 방지하기 위해 도편 추방 제도가 도입되었다.
13세기부터 르네상스 시대까지의 이탈리아반도는 공화제를 시행하고 각 도시 국가에서 부유한 가문에서 공직 선거 등을 조작하여 사실상 국가를 지배하는 참주(시뇨리아)들이 출현했다. 밀라노의 비스콘티 가문, 피렌체의 메디치 가문 등이 대표적이다.